# Mohur

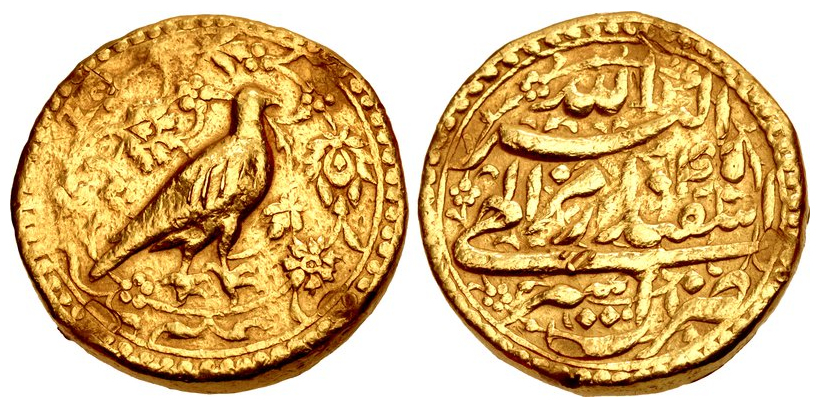
Mohur de l'Empire moghol, frappé sous le règne de l'empereur Akbar à Asir. Le faucon représenté à l'avers au nom de l'empereur commémore la prise du fort d'Asirgargh au sultanat de Khandesh le 17 janvier 1601.

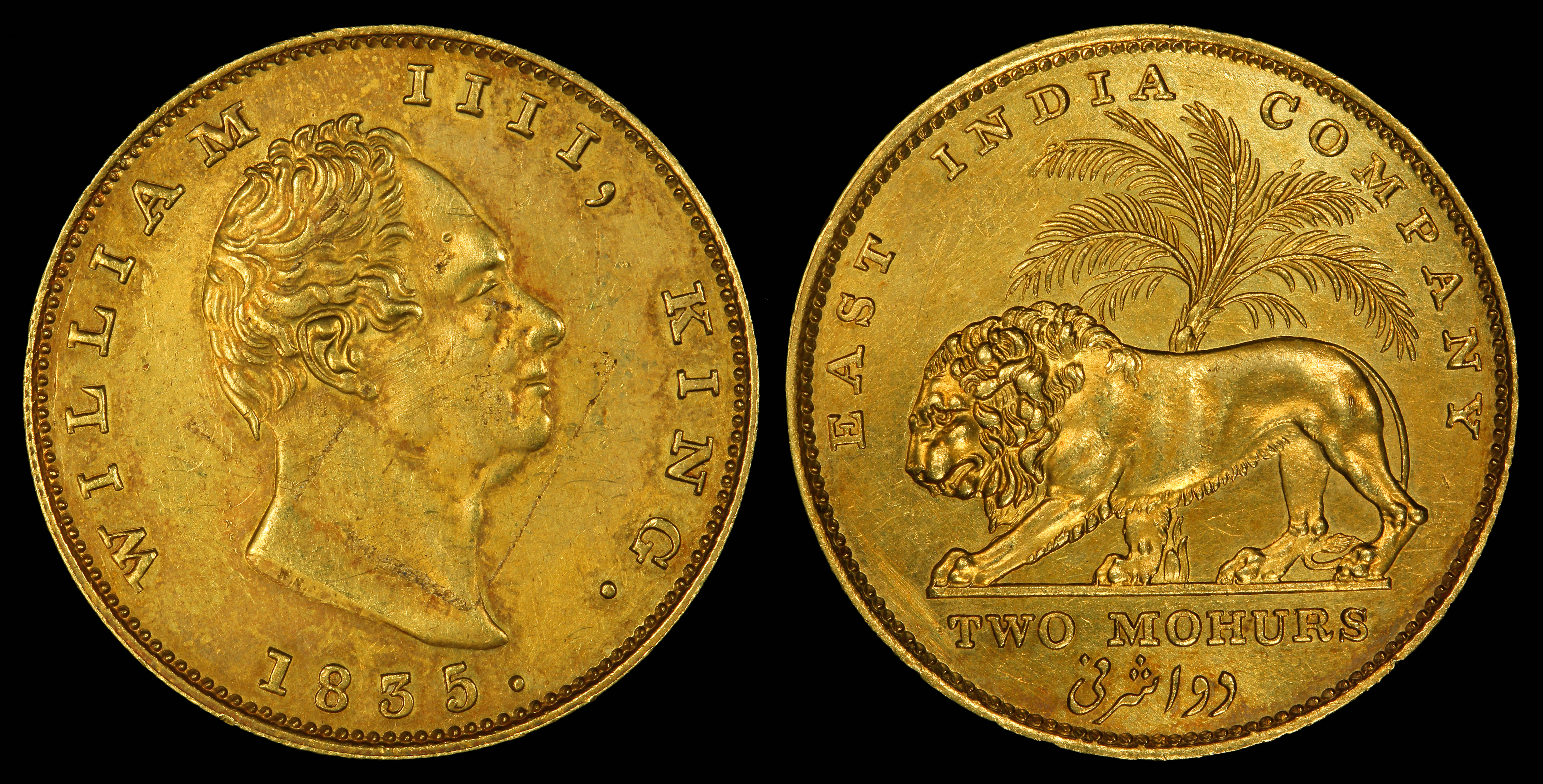
Pièce de 2 mohurs (1835) comportant le souverain britannique Guillaume IV et les armes de lEast India Company, musée national d'histoire américaine.

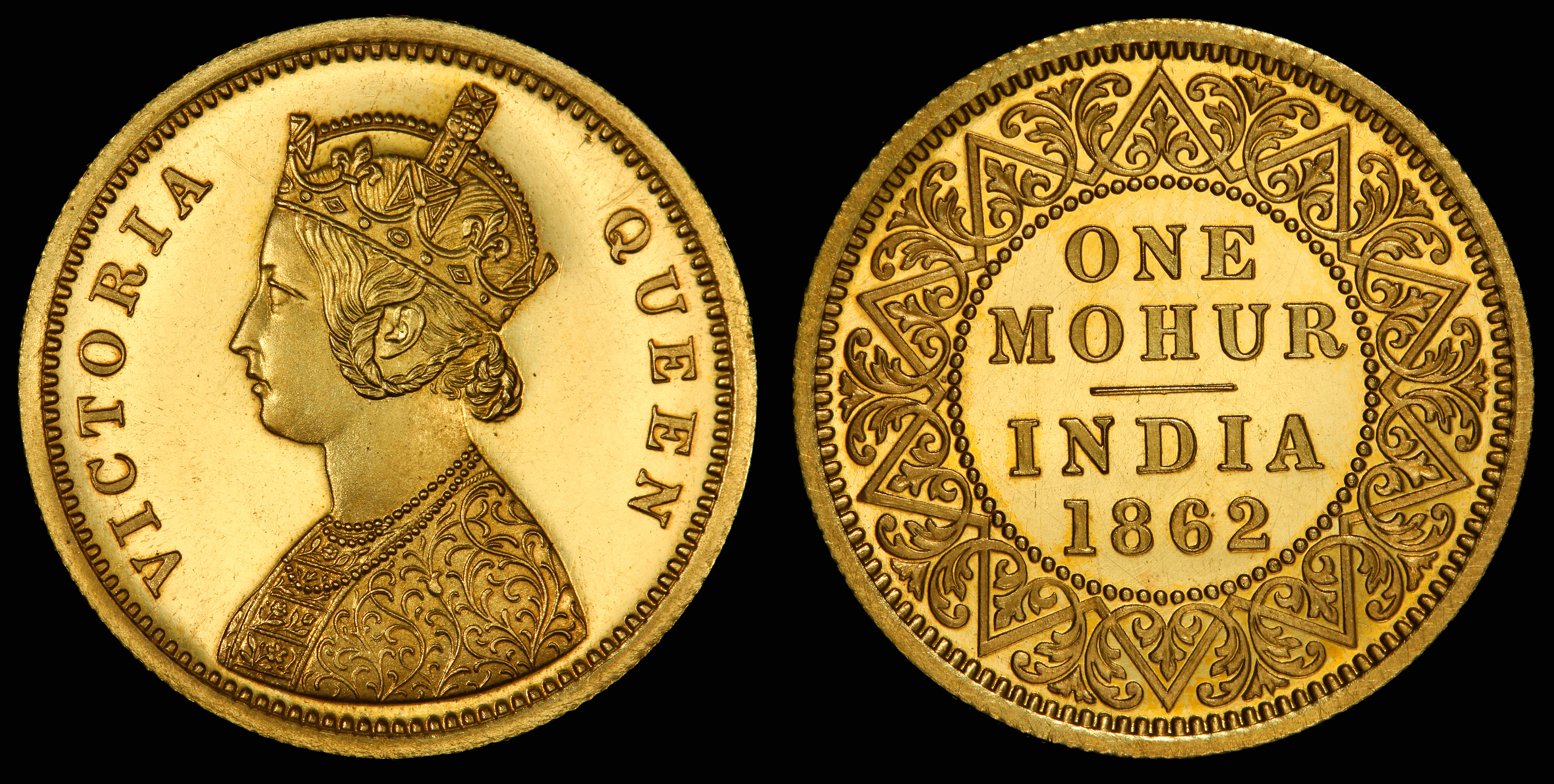
Pièce d'un mohur (1862) avec le portrait de Victoria, à l'époque du Raj britannique.

Un mohur (ou muhr) est une pièce d'or qui a été frappée originellement par l'Empire moghol puis par plusieurs gouvernements, y compris l'Inde britannique et une partie des États princiers voisins, ainsi que le Népal, et l'Afghanistan. Un mohur valait généralement quinze roupies d'argent. 
Le mohur a été introduit par Sher Shah Suri pendant son règne en Inde entre 1540 et 1545 ; c'était alors une pièce d'or pesant 169 grains (10,95 g). Ce souverain a également battu une monnaie de cuivre appelée dãm et des pièces d'argent appelées roupie (rupiyā) pesant 178 grains (11,53 g) ; il fallait 40 dãms pour 1 roupie et 15 roupies pour 1 mohur. Plus tard, les empereurs moghols ont standardisé ce monnayage tri-métallique à travers le sous-continent afin de consolider le système monétaire, en introduisant la pièce de cuivre appelée paisā. Les derniers mohurs moghols sont émis en 1808 par Shah Alam II.
L'English East India Company en frappe pour Madras en 1819 d'un poids supérieur, soit 11,66 g d'or (180 grains), et puis en 1835 et 1841 pour tout le territoire administré par la compagnie.
Au Népal, le mohar est en argent et rarement en or, émis à partir de la fin du XVIIe siècle.
On a frappé des mohurs valant 16 kyats en Birmanie avant 1881, ainsi que des mohurs valant 15 roupies et pesant 11,66 g d'or dans le Raj britannique de 1862 à 1891, ainsi que des valeurs faciale inférieures de 2/3 de mohur (10 roupies) et d'1/3 de mohur (5 roupies). Certains états princiers, comme Baroda, ont continué à en émettre jusqu'à leur adhésion à l'Union Indienne en 1947, dont des pièces d'un demi-mohur (valant 7 roupies et 8 annas). 